# Bournoncle-Saint-Pierre
Bournoncle-Saint-Pierre – miejscowość i gmina we Francji, w regionie Owernia-Rodan-Alpy, w departamencie Górna Loara.
Według danych na rok 1990 gminę zamieszkiwały 994 osoby, a gęstość zaludnienia wynosiła 62 osoby/km² (wśród 1310 gmin Owernii Bournoncle-Saint-Pierre plasuje się na 230. miejscu pod względem liczby ludności, natomiast pod względem powierzchni na miejscu 596.).